# Sulignat

Sulignat este o comună în departamentul Ain din estul Franței.